# Грузовой трамвайный парк имени Е. И. Красуцкого
Грузовой трамвайный парк имени Е. И. Красуцкого — специализированный трамвайный парк, созданный в 1934 году исключительно для обслуживания подвижного состава грузового трамвая в Ленинграде. Функционирование этого парка внесло существенный вклад в развитие экономики города, обеспечив крупнейшие предприятия экономичным транспортом для осуществления внутригородских перевозок, а также для отправки и получения грузов через товарные станции и причалы Ленинградского транспортного узла.
В 1964 году трампарку присвоено имя Героя Советского Союза Е. И. Красуцкого, который до ухода на фронт работал в этом парке. Как самостоятельное предприятие грузовой трамвайный парк прекратил существование в 1971 году в связи с объединением с трамвайным парком № 1 имени И. И. Коняшина, под эгидой которого подвижной состав парка и его кадры продолжали работать на благо города ещё на протяжении более четверти века. По решению правительства Санкт-Петербурга, в 1997 году грузовой трамвай как вид транспорта был ликвидирован, до 2002 года грузовые вагоны работали на линиях исключительно для нужд «Горэлектротранса».

## История
Петроград был первым городом России, где на базе трамвая был создан городской грузовой электротранспорт. Произошло это осенью 1914 года, когда известные обстоятельства начала Первой мировой войны заставили срочно проложить грузовую ветку к Варшавской товарной станции. Территориально она проходила рядом с местом, впоследствии отведённом для отдельного грузового парка — к северу от действующего трампарка на Забалканском проспекте. Московский трамвайный парк, как тогда назывался будущий парк им. Коняшина, активно включился в это новое дело: его моторные вагоны использовались как тяга для прицепных двухосных платформ грузоподъемностью 4 т каждая. Для постройки этих грузовых платформ использовали базу от вагонов конки. Кроме Московского парка наиболее активно к грузоперевозкам военного времени подключился Петроградский (будущий трамвайный парк № 3 им. Блохина).
Трамвайный грузовой поезд состоял из моторного вагона и двух грузовых платформ. Эта компоновка использовалась затем на протяжении всей истории грузовых перевозок, с той поправкой, что в дальнейшем и у моторных вагонов стали использовать полезную площадь для перевозки грузов.
Если в 1914 году грузовой трамвай Петрограда перевозил главным образом собственные грузы, то в 1915 году была построена специальная трамвайная грузовая ветка к продовольственным складам Растеряева на Киевской улице (потом они войдут в историю Ленинграда, как Бадаевские склады). И вновь место действия этого этапа развития оказалось буквально напротив будущего местоположения грузового трампарка: Альбуминная улица, на которую выходили его ворота, представляет собой продолжение Киевской улицы за проспектом.
В первые послереволюционные годы потребность в трамвайных грузовых перевозках в Петрограде не только не уменьшилась, но, наоборот, значительно возросла. Были построены новые грузовые ветки в торговый порт, на мельницу и хлебозаводы (общая длина специального грузового пути в городе достигла к концу 1921 года 13 км), а число 4-тонных грузовых платформ возросло ещё на 100. Среднегодовой объём перевозок в 1918—1921 гг. составлял около 250 тыс. тонн. Хотя в 1922 году в связи с оживлением гужевого транспорта объём упал до 200 тыс. т, но в последующие годы заявки стали расти вновь, и поэтому в 1927 г. Ленсовет принял решение начать строить трамвайную грузовую станцию на Горячем поле, — то есть рядом с действующим парком Коняшина и будущим грузовым парком. В те же годы все вопросы обслуживания грузовых перевозок были организационно переданы в парк Коняшина. К концу 1929 года грузовой подвижной состав, находившийся в его ведении, составил 215 единиц.
На линии ежедневно выходило 40 трамвайных грузовых поездов, которые за 1930 г. перевезли 491,6 тысяч тонн грузов. Этих показателей удалось добиться за счёт повышения грузоподъёмности: на место 4-тонных платформ дореволюционных времён пришли 10-тонные Тем временем работы по расширению трамвайной грузовой станции за Горячим полем продолжались. За 1930—1933 гг. протяжённость её путей выросла почти вдвое, достигнув 5,9 км, из них 3,6 км трамвайных и 2,3 км железнодорожных. На этой материально-технической базе в 1934 году и был создан специальный грузовой трамвайный парк, непосредственно примыкавший и к товарной станции, и к пассажирскому парку имени Коняшина.
После списания морально устаревших дореволюционных платформ в конце 1940 года подвижной состав грузового трампарка состоял из 67 моторных и 177 прицепных грузовых платформ. Выпуск поездов на линию достиг 43, каждый грузоподъёмностью не менее 30 тонн. Помимо 10-тонных парк получил 2 платформы грузоподъёмностью 12 тонн и 12 платформ грузоподъемностью 15 тонн. Этими средствами за 1940 год было перевезено 1764,9 тыс. тонн грузов, из которых перевозки для собственных нужд трамвая составляли 370,3 тыс. тонн.
В годы блокады грузовой трамвай вновь стал основным видом грузового транспорта в городе. В определённый момент все пассажирские перевозки в городе прекратились, и лишь грузовой трамвай продолжал перевозить продовольствие для населения и грузы для фронта. После снятия блокады появилась возможность приступить к ремонту подвижного состава, чтобы предоставить весь потенциал грузового трампарка для перевозок, необходимых для восстановления города, пострадавшего от 900-дневных бомбёжек и обстрелов. Уже к началу 1946 года на линии ежедневно работали в среднем 42 трамвайных грузовых поезда, то есть, трампарк практически вернул свои довоенные мощности.
В 1950 году трамвайные грузоперевозки достигли 1942,7 тыс. тонн, и в последующие годы сохранились на этом же уровне. Грузовой трампарк в 1956 году ежедневно выпускал на линию 47 поездов, которые обслуживали свыше 20 предприятий и организаций Ленинграда. Объём работ, выполненных парком за этот год, составил 40 тыс. железнодорожных вагонов.
Сам подвижной состав парка претерпел при этом ряд качественных изменений. В 1948 году эксплуатацию были приняты саморазгружающиеся вагоны-самосвалы для сыпучих грузов, построенные силами самого грузового трампарка. были построены первые саморазгружающиеся вагоны  грузоподъемностью 10 т. В 1953 году усовершенствованные вагоны этого типа были построены на вагоноремонтном заводе № 2. В 1955—1956 гг. ВАРЗ № 1 построил первый трамвайный грузовой поезд, состоящий из двухосных вагонов-самосвалов с гидравлическим приводом.
По состоянию на 1957 год грузовой трампарк располагал 68 грузовыми поездами общей грузоподъёмностью свыше 2 тыс. тонн. Многие годы грузовой трамвай оставался вне конкуренции со стороны автомобильного транспорта. Тариф на перевозки у трамвайщиков был в два раза меньше, чем у автомобилистов, а один трамвайный поезд грузоподъёмностью 30 тонн перевозил столько же груза, сколько 12 автомобилей ГАЗ-51 грузоподъёмностью по 2,5 тонны каждый.
После развала СССР в связи с возросшей автомобилизацией и увеличением парка грузовых автомобилей надобность грузового трамвая в Санкт-Петербурге постепенно отпала и в 1997 году грузовой трамвайный парк прекратил свою деятельность по заказам. Эксплуатация трамвайных вагонов для внутренних нужд трамвайной сети города проводилась до 2002 года, после чего парк был окончательно закрыт. В настоящее время на месте бывшего грузового парка расположена складская площадка.

## Грузовой трамвай в кинематографе
- В 1973 году в фильме«Невероятные приключения итальянцев в России" по сюжету герои убегают с сокровищами на СМЕ из вагонов типа ГМ+ГП-10 - моторной и грузовой платформы.
- В 1997 году был снят фильм «Брат» , где героиня Светланы Письмиченко  водит грузовой трамвай ГМ